# شبکه تلویزیونی اجتماعی
شبکه تلویزیونی اجتماعی(به ترکی آذربایجانی:(İctimai Televiziya (Azərbaycan) از شبکه‌های تلویزیونی جمهوری آذربایجان و جزء گروه کانال‌های عمومی که در ۲۵ آگوست ۲۰۰۵ تأسیس شده‌است،هم اکنون اسماعیل عُمَروف مدیر این شبکه می‌باشد. 
تولیدات برنامه در این شبکه اکثراً به ترکی آذربایجانی و گاهی به زبان‌های نظیر روسی و انگلیسی نیز برنامه دارند.